# Sigismund Wilhelm Koelle
Sigismund Wilhelm Kölle (Cleebronn, 14 de julho de 1820 - Londres, 18 de fevereiro de 1902) foi um missionário alemão e estudioso pioneiro de Línguas Africanas.
Após ser instruído numa casa missionária em Basle, foi transferido em 1845 para a Church Missionary Society em Londres. No ano de 1847, viajou para Serra Leoa.
Lá coletou muitas amostras de material linguístico, algumas delas através de escravos libertos. Seu maior trabalho, Polyglotta Africana, de 1854, atraiu o interesse de pesquisadores europeus para um estudo mais sério em larga escala dos idiomas africanos.